# Flughafen Grenoble

i7
i11
i13
Der Flughafen Grenoble (frz. Aéroport Grenoble-Isère, IATA-Code: GNB, ICAO-Code: LFLS) ist ein Flughafen im französischen Département Isère. Er liegt rund 40 km nordwestlich der Stadt Grenoble auf dem Gebiet der Gemeinde Saint-Étienne-de-Saint-Geoirs.
Er wurde 1968 kurz vor den X. Olympischen Winterspielen eröffnet und ersetzte den alten Flughafen Grenoble-Mermoz, auf dessen Gelände das olympische Dorf entstand. Angeflogen wird der Flughafen hauptsächlich von Charterfluggesellschaften, Hauptreisezeit ist die Wintersaison in den umliegenden Wintersportgebieten.
Auf dem Flugplatz befindet sich ein Campus der École nationale de l’aviation civile (französische Universität für Zivilluftfahrt).